# Arroyo Trailer Park
Arroyo Trailer Park es un área no incorporada ubicada en el condado de San Luis Obispo, en el estado estadounidense de California.

## Geografía
Arroyo Trailer Park se encuentra ubicada en las coordenadas 35°7′10″N 120°35′35″O / 35.11944, -120.59306.